# Beatrice av Kastilien
För en annan person med samma namn, se Beatrice av Kastilien (1242–1303).
Beatrice av Kastilien, född 1293, död 25 oktober 1359, var en drottning av Portugal, gift 1309 med Alfons IV av Portugal. 

## Biografi
Beatrice var dotter till Sancho IV av Kastilien och Maria de Molina. 
Beatrice trolovades med sin blivande make, Portugals kronprins, vid fyra års ålder 1297. Äktenskapet arrangerades som en del av Alcañices-fördraget mellan Portugal och Kastilien. Hon anlände till Portugal samma år förlovningen eklaterades för att uppfostras av sin blivande svärfamilj. Vid sin ankomst fick hon sina egna förläningar av sin svärfar för att kunna få sin egen inkomst. År 1301 beviljade påven dispens för äktenskapet. Giftermålet ägde rum 12 september 1309, då hon var sexton år gammal och hennes make arton. Äktenskapet beskrivs som lyckligt, och det noterades att Alfons aldrig hade några älskarinnor eller utomäktenskapliga barn. Hon stödde maken i hans konflikt mot hans illegitime halvbror Alfonso Sánchez.

### Drottning
Beatrice blev drottning då maken besteg tronen år 1325. Hon beskrivs som den första drottninggemålen i Portugal som talade felfri portugisiska och var helt insatt i landets seder, eftersom hon hade levt i landet från fyra års ålder, något som starkt underlättande hennes diplomatiska roll som medlare, en roll hon spelade vid flera tillfällen under makens regeringstid. 
Under kriget mellan hennes man och svärson Alfons XI av Kastilien 1336–1339 mötte hon den senare som medlare i Badajoz och försökte utan framgång åstadkomma ett fredsfördrag. År 1338 förhandlade hon också via sina ambassadörer för att dämpa konflikten mellan Portugal och Aragonien.
Under konflikten mellan hennes make och son efter mordet på Inés de Castro agerade hon medlare mellan make och son tillsammans med ärkebiskop Guillermo de la Garde av Braga och lyckades 1355 sluta en överenskommelse som förhindrade inbördeskrig.
Beatrice grundade 1329 ett sjukhus i Lissabon, Hospital da Sé. 